# Edifici La Vanguardia

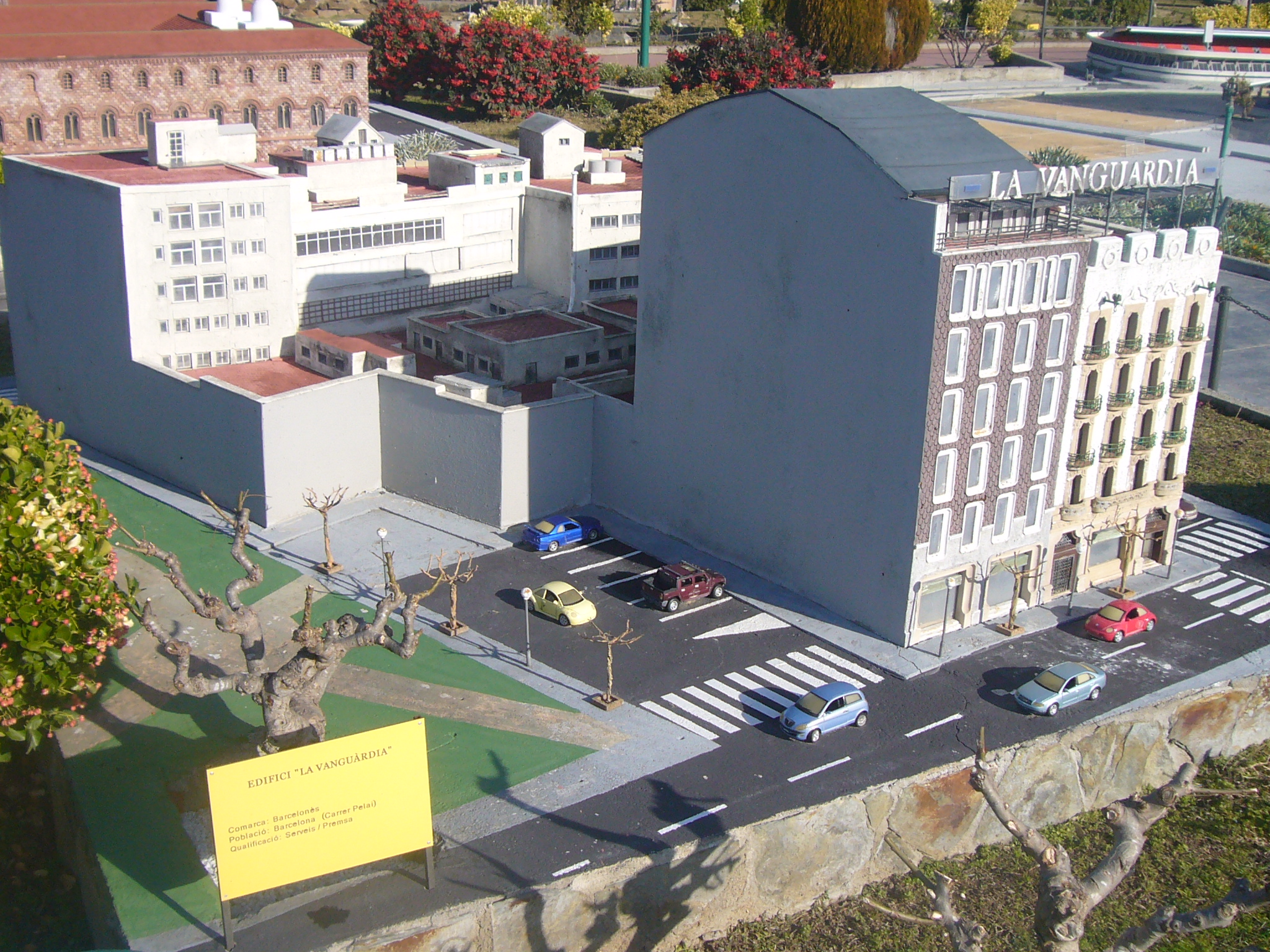
Maqueta a Catalunya en Miniatura

L'antiga seu del diari La Vanguardia és un conjunt situats entre els carrers de Pelai i dels Tallers del Raval de Barcelona, parcialment catalogat com a bé amb elements d'interès (categoria C). Actualment allotja l'hotel Catalonia Ramblas.

## Història
El 1902, i per encàrrec de Ramon Godó i Lallana, l'arquitecte Josep Majó i Ribas va projectar la nova seu del diari La Vanguardia al carrer de Pelai. L'any següent, Godó va demanar permís per a instal·lar tres motors elèctrics i dues impremtes a la banda del carrer dels Tallers, segons el projecte de l'enginyer Enric Cardellach.
L'edifici es va presentar al concurs anual d'edificis artístics que organitzava l'Ajuntament de Barcelona. El jurat estava format per l'alcalde accidental Eusebi Corominas i Cornell, Joan Torras i Guardiola, Guillermo López Ventura, Leopoldo Soler Pérez, Juli Marial i Tey, Eduard Mercader i Sacanella, Agustí Mas i Sauris, Miguel Vega March i Pere Falqués i Urpí, i va rebre una menció el 25 de juny del 1904, argumentant que l'arquitecte «havia aconseguit pel seu propi esforç les condicions d'utilització del solar i subjecció a les necessitats pròpies d'una redacció i tallers d'un diari, fent-se visibles en la falta de proporció entre la façana i l'interior de la casa».
El 1917, Ramon Godó va demanar permís per a reedificar la casa del núm. 30, segons el projecte de l'arquitecte Josep Plantada. El 1949, es va presentar un projecte de l’arquitecte Adolf Florensa per a transformar la banda del carrer dels Tallers, on hi havia les rotatives, en habitatges i despatxos. Tanmateix, el permís no va ser concedit fins al 1955, temps durant el qual s'hi van introduir diverses modificacions, tant per deficiències tècniques com de caràcter ornamental.
El 1989, els tallers de La Vanguardia van ser traslladats al Poblenou. L'abril del 2004, la redacció i la seu del diari es van traslladar a la Torre Godó, i el novembre del mateix any, els serveis auxiliars es van desplaçar a les dependències del Poblenou, que actualment es troben a la Zona Franca de Barcelona. El 2007, el conjunt va ser transformat en hotel.

## Descripció

### Pelai, 28
De planta baixa i quatre pisos, la façana s'organitza segons quatre eixos verticals; les obertures són balcons individuals llevat del principal, on els dos centrals s'agrupen mitjançant una barana de pedra amb relleus escultòrics de gran qualitat i una major densitat decorativa en els emmarcaments de les obertures, també de pedra. La planta baixa està separada per una franja escultòrica de les tres obertures de la planta baixa. Els balcons de la resta de pisos són de planta semicircular, a excepció dels dos centrals del segon, on l'arquitecte optà pel disseny lobulat en un intent per mantenir la força compositiva; les baranes són de ferro forjat i incorporen delicats motius de temàtica vegetal. El coronament és a base de grans merlets, tot incorporant enreixats entre els forats. Cal destacar l'esgrafiat amb temàtica vegetal que ocupa el parament de la façana.

### Tallers, 62-64
De planta baixa, entresol i quatre pisos, la façana s'organitza segons un eix vertical central i dos laterals, amb balcons a tots els pisos. Els del pis principal tenen una balustrada amb grans gerros ornamentals. Hi destaquen els plafons amb relleus vegetals i uns medallons amb les efígies de Carles i Bartomeu Godó i Pié, fundadors del diari l'any 1881, unes al·legories de les Ciències i de les Arts, i els bustos de Ramon Godó i Lallana, fill i successor de Carles entre 1897 i 1931, i Miquel dels Sants Oliver, director des del 1906 fins a la seva mort el 1920.